# Henry Poole Is Here
Henry Poole Is Here (bra: O Paraíso É Logo Aqui; prt: O Paraíso É Já Aqui) é um filme de comédia dramática estadunidense de 2008 dirigido por Mark Pellington. O roteiro de Albert Torres se concentra em um moribundo cuja vizinha religiosa insiste que a mancha de água na parede lateral de sua casa é uma imagem de Jesus Cristo.
O filme estreou no Festival Sundance de Cinema 2008 e foi exibido no Festival de Berlim antes de ir para lançamento limitado nos EUA em 15 de agosto.

## Sinopse
Depois de ter sido diagnosticado como doente terminal, Henry Poole compra uma casa em sua cidade natal, um subúrbio de classe trabalhadora de Los Angeles, e aguarda o inevitável, fortificado com uísque e pizza congelada. Sua solidão pacífica e auto-exílio são interrompidos pela sua vizinha intrometida Esperanza Martinez, que insiste que ela vê o rosto de Cristo embutida na parede de estuque de sua casa e está convencida de que a imagem tem poderes milagrosos quando ela começa a transpirar gotas de sangue. Em pouco tempo, ela está levando peregrinações ao seu quintal e convidando Padre Salazar da paróquia local para abençoar o defeito supostamente sagrado.
Além de lidar com Esperanza, Henry encontra-se interagindo com a Millie e a taciturna de seis anos de idade dela, Dawn, que não fala uma palavra desde que seu pai abandonou a família no ano anterior. Dawn torna-se convencida de poderes de cura da imagem quando Millie começa a falar depois de tocá-lo. Outra discípula é a caixa do supermercado Patience, que usa óculos de lentes grossas e descobre que sua visão é perfeita depois ela também entra em contato com a mancha.
Incrédulo e frustrado pelos fiéis que se reuniram em sua casa, Henry destrói a imagem com um machado, mas no processo ele enfraquece a estrutura e um canto da casa desaba sobre ele. No hospital, ele é cumprimentado por Esperanza, Dawn e uma falante Millie e se assusta ao saber a verdade sobre sua condição e encontra-se pronto para aceitar a possibilidade de milagres.

## Elenco
- Luke Wilson ..... Henry Poole
- Adriana Barraza ..... Esperanza Martinez
- Radha Mitchell ..... Dawn Stupek
- Morgan Lily ..... Millie Stupek
- George Lopez ..... Padre Salazar
- Rachel Seiferth ..... Patience
- Richard Benjamin ..... Dr. Fancher
- Cheryl Hines ..... Meg

## Produção
O filme foi rodado em locações em La Mirada, Califórnia.
A trilha sonora inclui "Not Dark Yet" de Bob Dylan, "Song 2" de Blur, "Promises" de Badly Drawn Boy e "All roads lead home" de Golden State.

## Resposta da crítica
O filme recebeu críticas positivas. Stephen Holden do The New York Times disse que o filme "trafica no tipo de inspiração kitsch que só um verdadeiro crente poderia engolir", e acrescentou, "Mr. Wilson oferece um retrato credível de um homem desesperado com raiva rechaçando um culto. Mas convés espiritual do filme é empilhado. Na tradição mawkish de filmes como Simon Birch, Wide Awake, August Rush, e Hearts in Atlantis, Henry Poole Is Here é hokum insuportável que se leva muito a sério".
Roger Ebert do Chicago Sun-Times avaliado o filme em 3½ de quatro estrelas e disse que "consegue algo que é extraordinariamente difícil. É um filme espiritual com o poder de tocar emocionalmente crentes, agnósticos e ateus - nessa ordem descendente, eu suspeito. Ele não diz que as crenças religiosas são reais. Ele simplesmente diz que a crença é real. E é uma história de amor de bom coração ... Eu me apaixonei por ele".
Reyhan Harmanci do San Francisco Chronicle chamou de "um filme pouco estranho e pensativo" e acrescentou: "O filme consegue ser sucesso caráter impulsionado mas os personagens passeiam em um terreno frágil".
Steve Persall do St. Petersburg Times classifica o filme com C- e comentou: "Henry Poole Is Here visa o grupo da Bíblia, que será mais tolerante com a sua simplificação de mistério teológico. Eles vão ver Henry como uma alma perdida resistindo do poder cristão até que se torna impossível, em seguida, cantar louvores quando ele faz. Mas isso não muda o fato de que o filme de Pellington é chato-maçante e um pouco irritante com a sua piedade. Hollywood ainda peca muito melhor do que a salvação".
Josh Rosenblatt do Austin Chronicle avaliado o filme 1½ de estrelas e afirmou "bom e velho perturbador Pellington foi oficialmente macio. Embora seu mais recente, Henry Poole Is Here, está cheio de toda a sua ultraestilizado, experimentação visual ultradark habitual -. uma estética que faz os espectadores se sintam como eles estão se afogando em um oceano de memórias incômodas da infância - sua história não poderia ser mais brega, redentora, ou inspiradora . . . Eu não sei se Pellington encontrou a religião recentemente, mas eu sei que você tem que se perguntar sobre a saúde artística e as habilidades de qualquer cineasta que procura divindade em gravações de luz solar que saía de trás das nuvens. Tudo o que está faltando na nova visão do diretor do mundo é o órgão de tubos e do coro dos anjos".
Robert Koehler do Variety oobservou: "Porque ele é anunciado como um projeto mais pessoal de Mark Pellington após uma série de interessantes, thrillers idiossincráticos (Arlington Road, The Mothman Prophecies), Henry Poole Is Here é toda a [sua] tendência mais decepcionante. para palestra sobre o poder da fé e da religião e sobre os deméritos da ciência parece assumir uma platéia quase infantil que precisa ser de mão beijada Pablum. Este conto... não vai avançar o perfil do sempre simpático-Luke Wilson, e cinéfilos cristãos terão de mostrar-se em grande número para manter o filme de ser condenado a algo muito menor do que status dorminhoco".

## Lançamento em DVD
Anchor Bay Entertainment lançou o filme na Região 1 DVD em 20 de janeiro de 2009. Os espectadores têm a opção de assisti-lo em tela cheia ou widescreen anamórfico formato com legendas em Inglês ou Espanhol. Os extras incluem comentários do diretor Mark Pellington e roteirista Albert Torres, The Making of Henry Poole Is Here, e dois vídeos de música. O filme está disponível em livrarias cristãs, mas como uma "Family Edited Version".